# ラン (フランス)
ラン（Laon）はフランス北部、オー＝ド＝フランス地域圏の都市である。エーヌ県の県庁所在地。人口は 26,265人(1999年）。そのつづりから、日本語ではラオンと表記されることもある。

## 歴史
古代には、ガリア人のレミ族（Remi、仏語名rèmes）が領有しており、その城市であるビブラクス（Bibrax）が重要な拠点として存在した。ガリア戦争のときには、ローマ・レミ族側とベルガエ人（Belgae、仏語名Belges）との係争地となった。
ローマ時代の名称はアラウダヌム (Alaudanum) およびルグドゥヌム・クラウァトゥム　(Lugdunum Clavatum) といった。
1814年、ナポレオン戦争のフランス戦役においては、ランの戦い（Battle of Laon、ラオンの戦い）の戦場となって、ブリュッヘル率いるプロイセン・ロシア連合軍がナポレオン1世率いるフランス軍を撃破した。

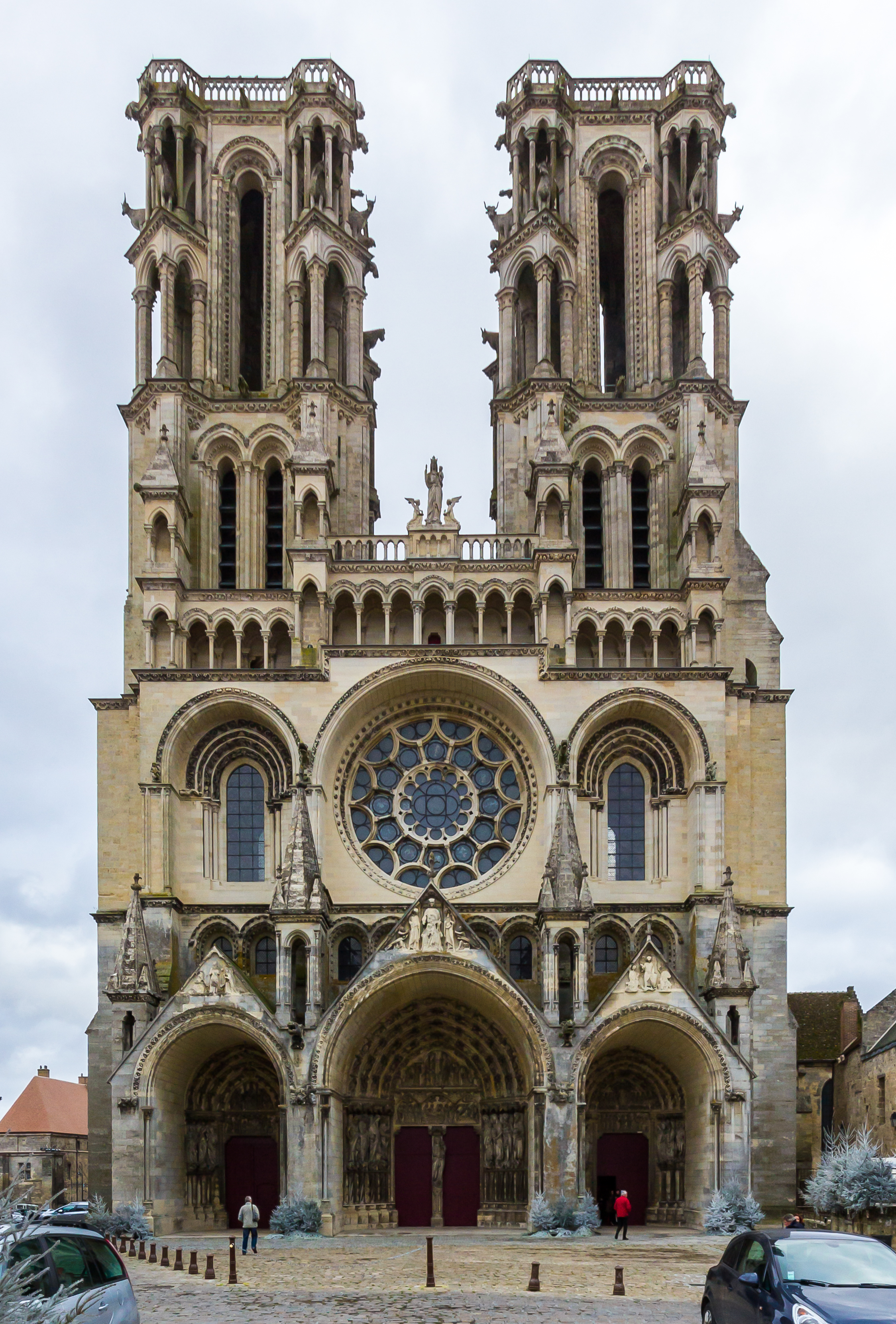
ラン大聖堂(Cathedral of Laon)

## 文化遺産
中世の文化遺産に富むことで知られる。
ラン大聖堂(Cathedral of Laon)は初期ゴシック建築の代表作とされる。

## 人口統計
| 1962年 | 1968年 | 1975年 | 1982年 | 1990年 | 1999年 | 2006年 | 2012年 |
| ------ | ------ | ------ | ------ | ------ | ------ | ------ | ------ |
| 25 078 | 26 316 | 27 914 | 26 682 | 26 490 | 26 265 | 26 522 | 25 317 |

source=1999年までLdh/EHESS/Cassini、2004年以降INSEE

## 交通
新交通システムであるポマ2000が、ガール駅 (Gare) から市庁舎のあるオテル・ド・ヴィル駅 (Hôtel de Ville) までを自動無人運転で結んでいる。

## 著名人
ランで生まれた著名な人物には次の人物がいる。
- ランのベルトラダ （720-783年）: カール大帝の母
- ランのアンセルムス（1117年没）: 11世紀中頃のキリスト教神学者
- ジャック・マルケット（1636-1675年）: イエズス会員、宣教師

## 姉妹都市
- ゾルタウ、ドイツ
- ウィンチェスター、イギリス